# Як написано
Як написан (англ. As It Is Written) — східний фентезійний роман письменниці Де Лісл Феррі Касс, помилково переопублікований під ім'ям американського письменника "Дивних історій" Кларка Ештона Сміта. Вперше він був опублікований у 1982 році видавництвом Donald M. Grant, Publisher, Inc. накладом 1250 примірників (1200 з яких було продано), всі вони були підписані ілюстратором Р.Д. Круповичем. Книга містить передмову Вілла Мюррея та післямову Дональда Сідні-Фраєра. Роман був знайдений у файлах журналу "The Thrill Book", куди він був прийнятий у 1919 році Мюрреєм і Дерілом С. Герріком. 
Ґрунтуючись на різних доказах, включаючи порівняння почерку і друкарської машинки, а також схожість тематики і стилю, вони вважали, що роман належить авторству Кларка Ештона Сміта, який використовував ім'я Касс як псевдонім. Мюррей показав рукопис Дональду М. Ґранту та Сідні-Фраєрy, які погодилися, що це робота Сміта. Лише після того, як Грант опублікував роман, було виявлено, що авторство Сміта було помилковим. 
Мюррей припускав, що Сміт і Касс могли листуватися, але листів між двома письменниками, опублікованих у "Вибраних листах Кларка Ештона Сміта" (Arkham House, 2003), немає.

## Сюжет
Роман розповідає про пригоди Дату Буанга, який, будучи втікачем, натрапляє в джунглях Малайзії на залишки загубленого інопланетного міста і запекло бореться з напіврозумною мавпоподібною істотою.